# Усмивки от една лятна нощ
„Усмивки от една лятна нощ“ (на шведски: Sommarnattens leende) е шведски комедиен филм от 1955 година на режисьора Ингмар Бергман по негов собствен сценарий. Главните роли се изпълняват от Гунар Бьорнстранд, Ула Якобсон, Ева Далбек, Хариет Андершон.

## Сюжет
Сюжетът на филма, в центъра на който е размяната на партньорите в няколко любовни двойки, става основа на множество преработки, най-известни сред които са мюзикълът „A Little Night Music“, поставен на Бродуей през 1973 година и филмът на Уди Алън „Секс комедия в лятна нощ“ (1982).

## В ролите
| Изпълнител         | Роля                     |
| ------------------ | ------------------------ |
| Гунар Бьорнстранд  | Фредрик Егерман          |
| Ула Якобсон        | Ана Егерман              |
| Бьорн Биелфвенстам | Хенрик Егерман           |
| Ева Далбек         | Дезире Армфелдт          |
| Найма Вифстранд    | Госпожа Армфелдт         |
| Ярл Куле           | Граф Карл Магнус Малколм |
| Маргит Карлквист   | Графиня Шарлота Малколм  |
| Оке Фридел         | Фрид, младоженецът       |
| Хариет Андерсон    | Петра, прислужницата     |
| Юлан Киндал        | Беата, готвач            |
| Гул Наторп         | Мала                     |
| Биргита Валберг    | Актриса                  |
| Биби Андершон      | Актриса                  |

## Награди и номинации
Филмът е показан на Фестивала в Кан, където е номиниран за Златна палма и получава наградата за поетичен хумор, като се превръща в първия международен успех на Ингмар Бергман.